# OM Digital Solutions
OM Digital Solutions Corporation (яп. OMデジタルソリューションズ) — японский производитель оптоцифровой продукции для бизнеса и потребительского использования. В январе 2021 года компания приобрела подразделения фотоаппаратов, аудиорегистраторов и биноклей производителя Olympus.

## История
30 сентября 2020 года компания Olympus объявила о заключении соглашения с финансовым инвестором Japan Industrial Partners (JIP) о передаче подразделения Olympus Imaging недавно созданной дочерней компании Olympus, находящейся в полной собственности, но такие отрасли, как производство промышленных микроскопов, разделены не были. Дочерняя компания получила название OM Digital Solutions. Оригинальные бренды Olympus «OM-D», «PEN» и «Zuiko» также были переданы компании.
1 января 2021 года 95% акций OM Digital Solutions были переданы OJ Holdings, Ltd, специально созданной дочерней компании JIP. Olympus сохранила право собственности на оставшиеся 5%. Главой и генеральным директором компании был назначен Сигэми Сугимото; с 2018 года он был исполнительным директором Olympus и главой подразделения обработки изображений. 
Отделы продаж, маркетинга, исследований и разработок продуктов обработки изображений были переведены в штаб-квартиру OM Digital Solutions Corporation в город Хатиодзи (Япония). Производство продолжается на заводе в провинции Донгнай, Вьетнам. 

## Продукты
OM Digital Solution продолжает производство и продажу всей продукции подразделения обработки изображений, ранее производимой Olympus. Также была взята на себя поддержка клиентов для этих продуктов, включая устройства, продаваемые Olympus. Компании было разрешено продолжать продавать свою продукцию под названием Olympus, а также использовать торговые марки «OM» для беззеркальных камер и «Zuiko» (оригинальный бренд оптических линз Olympus) для объективов.
В июне 2021 года компания OM Digital Solutions представила первые новинки для системы Micro Four Thirds: камеру Olympus PEN E-P7 и объектив M.Zuiko Digital ED 8-25 мм F4.0 PRO. 
В октябре 2021 года президент OM Digital Solutions объявил, что в будущем все новые продукты будут носить торговую марку OM System.
15 февраля 2022 года была представлена OM System OM-1, первая камера под новым брендом.
В октябре 2022 года была анонсирована OM System OM-5, первая камера, на корпусе которой больше нет названия бренда Olympus. 